# 劉宗敏
劉宗敏（？—1645年），陝西藍田人，明末民變李自成軍主將。鍛工出身。

## 生平
崇禎十一年（1638年），李自成軍在陝西潼關遭官軍合擊，他與李自成率餘眾18人騎突圍，隱至商洛山。次年再起。崇禎十三年助李自成突圍巴西、魚腹諸山，入河南災區，聲勢大振。十六年任權將軍。次年，李自成軍兵分南、北兩路，東渡黃河，直趨燕京。後宗敏協助李自成率北路軍經大同（今屬山西）、宣府（河北宣化），至北京城下。三月十七日夜，指揮北路軍攻佔外城。十九日，攻克京城。崇禎帝於煤山自縊。
李自成進京師後，實施“助餉”政策，設立“比餉鎮撫司”，以劉宗敏、李過主之，搜刮京城官员大户的财产。規定助餉額為“中堂十萬，部院京堂錦衣七萬或五萬三萬，道科吏部五萬三萬，翰林三萬二萬一萬，部屬而下則各以千計” (《甲申核真略》)。
《鹿樵紀聞》記載，吳三桂本欲归顺李自成，但听说自己的父亲被比餉鎮撫司拷打，而且劉宗敏強佔自己的愛妾陳圓圓，暴怒，拒绝归顺李自成。明末清初詩人吳偉業《圓圓曲》寫道“痛哭三軍俱縞素，衝冠一怒為紅顏。”現代小說家姚雪垠據《甲申傳信錄》中記述考据，崇祯十六年，陳圓圓當時不在北京，而在寧遠（興城，在錦州南邊），不久病死。
三月二十六日行劝进之礼时，刘宗敏竟对眾官说：“我与他同作响马，何故拜他?”5月17日，李自成在武英殿召集軍事會議，擬派大將劉宗敏出兵山海關，讨伐吴三桂。刘竟顶撞说：「大家都是做贼的，凭甚么你在京城享受，卻让我去前线卖命？」李自成无奈，只好率队亲征。刘宗敏不好再推托，隨李自成討吳三桂。
5月26日，大顺军向山海关猛攻，吴三桂拼死抗拒，寡不敌众。後吳三桂降清，与清军联合大败大顺军。闖軍撤退，败出北京。清順治二年（1645年）四月下旬，清军在距江西九江四十里处攻入大顺军老营，劉宗敏在通山（今屬湖北）作戰中同李自成的两位叔父赵侯和襄南侯被清軍俘獲殺死。